# Olavarria Airport
Olavarria Airport är en flygplats i Argentina.   Den ligger i provinsen Buenos Aires, i den centrala delen av landet, 300 km sydväst om huvudstaden Buenos Aires. Olavarria Airport ligger 166 meter över havet.
Terrängen runt Olavarria Airport är platt. Närmaste större samhälle är Olavarría, 9,4 km väster om Olavarria Airport.
Trakten runt Olavarria Airport består till största delen av jordbruksmark. Runt Olavarria Airport är det glesbefolkat, med 14 invånare per kvadratkilometer.